# Saint-Sulpice-d'Arnoult
Saint-Sulpice-d'Arnoult é uma comuna francesa localizada no departamento de Charente-Maritime na região administrativa da Nova Aquitânia, no sudoeste da França.